# 96 FM (Salvador)
96 FM (também chamada de Rede Aleluia Salvador) é uma emissora de rádio brasileira sediada em Salvador, capital do estado da Bahia. Opera no dial FM, na frequência 95,9 MHz, e é uma emissora própria da Rede Aleluia, pertencendo à Igreja Universal do Reino de Deus. Seus estúdios estão localizados na Catedral da Fé, sede estadual da IURD, no bairro de Brotas, e seus transmissores estão localizados no bairro da Federação, na torre da Record Bahia.

## História
A emissora foi inaugurada em 1978 como FM Aratu, com uma programação voltada ao pop rock e MPB. Era uma emissora irmã da TV Aratu, tendo como acionistas os empresários Alberto Maluf, Carlos Alberto dos Santos, Humberto Castro, Luís Viana Neto e Nilton Tavares.
No final de 1983, por meio do selo Young da gravadora RGE Discos, a emissora lança o LP "FM Aratu - Com amor e balanço no verão 84", com um mix de músicas internacionais.
Em 9 de junho de 1988, Nilton Tavares adquire as ações de seus sócios nas emissoras do Grupo Aratu e revende 30% delas para o deputado federal Joaci Góes (proprietário da Tribuna da Bahia). Um ano depois, a FM Aratu abandona a nomenclatura utilizada desde a fundação e passa a ser chamada de 96 FM, transformando-se em uma rádio mais voltada para o pop rock. 
Em 1991, como parte da mudança, é lançado o disco "Rock 96", com uma compilação de músicas de bandas de rock da Bahia. Foi distribuído pela RCA. Em 1992, a 96 FM e sua emissora de televisão irmã foram novamente vendidas por Nilton, dessa vez ao político e empresário Nilo Coelho e seus familiares.
Em setembro de 1995, em meio a problemas financeiros do Grupo Aratu que levaram inclusive ao arrendamento da TV Aratu para a Central Nacional de Televisão, a 96 FM foi vendida para a Igreja Universal do Reino de Deus. Com isso, em 11 de setembro, a emissora deixou o formato mantido durante dezessete anos e passa a transmitir uma programação religiosa, voltada para o gênero gospel. Em 6 de junho de 1998, a 96 FM passa a fazer parte da Rede Aleluia, rede de rádio formada pelas emissoras de propriedade ou arrendadas pela Igreja Universal.
Em 13 de fevereiro de 2013, a 96 FM passou a transmitir a programação esportiva da Rádio Sociedade da Bahia.

## Programas
Atualmente, a 96 FM transmite programas nacionais da Rede Aleluia e locais da Igreja Universal do Reino de Deus. Diversos outros programas compuseram a grade da emissora, e foram descontinuados:
- Demo Trip
- Disc Laser
- Fly 96
- Gincana da Primavera
- O Assunto É
- Rock Special

## Equipe

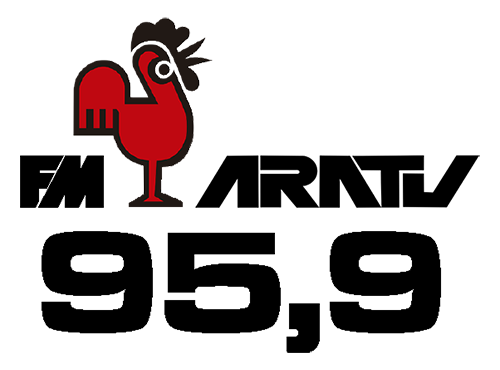
Logotipo da emissora entre 1978 e 1989, quando se chamava FM Aratu

### Membros antigos
- Carla Araújo (hoje na Cardeal FM)[11]
- Celso Bonfim[12]
- Fábio Cota (hoje na GFM)[12]
- Frank de Castro[12]
- Gilberto Mucillo
- Haroldo Souza
- Jefferson Bastos[12]
- Kleyton Nunes
- Linsmar Lins[13]
- Marcelo Bonfá[12]
- Marcelo Nova[14]
- Paulo Calfa[15]
- Paulo Henrique[12]
- Renato Bruno
- Thiago Mastroianni (hoje na Rede Bahia)[16]